# 小行星9013
小行星9013（英語：9013 Sansaturio）是一颗围绕太阳公转的小行星。1985年8月14日，愛德華·鮑威爾在可可尼诺县发现了此天体。
这颗小行星的绝对星等为126.80204等。